# Pinelema claviformis
Espèce
Synonymes
- Telema claviformis Tong & Li, 2008

Pinelema claviformis est une espèce d'araignées aranéomorphes de la famille des Telemidae.

## Distribution
Cette espèce est endémique du Guizhou en Chine,. Elle se rencontre dans la grotte Qiuxiang à Xingyi.

## Description
Le mâle holotype mesure 1,67 mm et les femelles de 1,42 à 1,85 mm.

## Systématique et taxinomie
Cette espèce a été décrite sous le protonyme Telema claviformis par Tong et Li en 2008. Elle est placée dans le genre Pinelema par Zhao, Li et Zhang en 2020.

## Publication originale
- Tong & Li, 2008 : Four new cave-dwelling Telema (Arachnida, Araneae, Telemidae) from Guizhou Province, China. Zoosystema, vol. 30, no 2, p. 361-370 (texte intégral).